# Trebuchiw
Trebuchiw (ukr. Требухів) – wieś na Ukrainie, w obwodzie kijowskim, w rejonie browarskim, w hromadzie Browary. W 2001 liczyła 6446 mieszkańców, spośród których 6332 wskazało jako ojczysty język ukraiński, 100 rosyjski, 7 białoruski, 2 inny, a 5 osób się nie zadeklarowało.